# Giro del Piemonte 1932
Il Giro del Piemonte 1932, ventitreesima edizione della corsa, si svolse in quattro tappe, dal 17 al 21 aprile 1932, su un percorso di 686,7 km con partenza e arrivo a Torino. Fu vinto dall'italiano Giuseppe Martano, che completò il percorso in 21h43'02" precedendo i connazionali Giuseppe Olmo e Felice Lessona. Dei 96 ciclisti al via, 60 completarono il Giro.
Riservato a indipendenti e dilettanti, fu organizzato dal quotidiano torinese La Stampa insieme all'U.S. Torinese.

## Tappe
| Tappa  | Data      | Percorso             | km    | Vincitore di tappa | Leader cl. generale |
| ------ | --------- | -------------------- | ----- | ------------------ | ------------------- |
| 1ª     | 17 aprile | Torino > Biella      | 179,9 | Giuseppe Martano   | Giuseppe Martano    |
| 2ª     | 18 aprile | Biella > Alessandria | 190   | Aleardo Menegazzi  | Giuseppe Martano    |
|        | 19 aprile | giorno di riposo     |       |                    |                     |
| 3ª     | 20 aprile | Alessandria > Cuneo  | 162   | Giuseppe Graglia   | Giuseppe Martano    |
| 4ª     | 21 aprile | Cuneo > Torino       | 154,8 | Giuseppe Olmo      | Giuseppe Martano    |
| Totale | Totale    | Totale               | 686,7 |                    |                     |

## Squadre partecipanti
Si iscrissero alla prova oltre 100 ciclisti, indipendenti e dilettanti, in rappresentanza delle principali società torinesi (G.S. Spa, S.C. Vigor, S.C. Paracchi, U.S. Ausonia e
Dopolavoro Fiat) e piemontesi (C.V. Alessandrino, U.C. Novarese, Pedale Astigiano, U.S. Albese, U.C.A. Biellese). A queste si aggiunsero diverse formazioni lombarde (le milanesi S.C. Genova, U.S. Azzini e U.S. Milanese, la S.C. Binda di Varese, la U.C. Bergamasca e la U.S. Legnanese) e liguri (tra queste la U.S. Fulgor di Savona) oltre a singoli ciclisti da Emilia Romagna, Toscana, Trentino, Sardegna, Francia e Svizzera.

## Dettagli delle tappe

### 1ª tappa
- 17 aprile: Torino > Biella – 179,9 km

Risultati
| Pos. | Corridore        | Squadra       | Tempo    |
| ---- | ---------------- | ------------- | -------- |
| 1    | Giuseppe Martano | G.S. Spa      | 5h38'54" |
| 2    | Felice Lessona   | S.C. Paracchi | s.t.     |
| 3    | Augusto Zanzi    | S.C. Binda    | s.t.     |

| Pos. | Corridore        | Squadra       | Tempo    |
| ---- | ---------------- | ------------- | -------- |
| 1    | Giuseppe Martano | G.S. Spa      | 5h37'54" |
| 2    | Felice Lessona   | S.C. Paracchi | a 1'00"  |
| 3    | Augusto Zanzi    | S.C. Binda    | a 1'00"  |

### 2ª tappa
- 18 aprile: Biella > Alessandria – 190 km

Risultati
| Pos. | Corridore         | Squadra      | Tempo    |
| ---- | ----------------- | ------------ | -------- |
| 1    | Aleardo Menegazzi | S.C. Genova  | 5h43'35" |
| 2    | Marco Giuntelli   | P. Astigiano | s.t.     |
| 3    | Giuseppe Graglia  | S.C. Vigor   | s.t.     |

| Pos. | Corridore        | Squadra       | Tempo     |
| ---- | ---------------- | ------------- | --------- |
| 1    | Giuseppe Martano | G.S. Spa      | 11h21'29" |
| 2    | Felice Lessona   | S.C. Paracchi | a 1'00"   |
| 3    | Nino Sella       | U.S. Ausonia  | s.t.      |

### 3ª tappa
- 20 aprile: Alessandria > Cuneo – 162 km

Risultati
| Pos. | Corridore        | Squadra       | Tempo    |
| ---- | ---------------- | ------------- | -------- |
| 1    | Giuseppe Graglia | S.C. Vigor    | 5h16'54" |
| 2    | Giuseppe Olmo    | U.S. Milanese | a 1'07"  |
| 3    | Edoardo Molinar  | G.S. Spa      | s.t.     |

| Pos. | Corridore         | Squadra       | Tempo     |
| ---- | ----------------- | ------------- | --------- |
| 1    | Giuseppe Martano  | G.S. Spa      | 16h39'30" |
| 2    | Felice Lessona    | S.C. Paracchi | a 1'00"   |
| 3    | Ettore Balma Mion | La Sportiva   | a 2'19"   |

### 4ª tappa
- 21 aprile: Cuneo > Torino – 154,8 km

Risultati
| Pos. | Corridore        | Squadra        | Tempo    |
| ---- | ---------------- | -------------- | -------- |
| 1    | Giuseppe Olmo    | U.S. Milanese  | 5h03'32" |
| 2    | Giuseppe Martano | G.S. Spa       | s.t.     |
| 3    | Virgilio Zuffi   | U.S. Stientese | a 3"     |

| Pos. | Corridore        | Squadra       | Tempo     |
| ---- | ---------------- | ------------- | --------- |
| 1    | Giuseppe Martano | G.S. Spa      | 21h43'03" |
| 2    | Giuseppe Olmo    | U.S. Milanese | a 1'19"   |
| 3    | Felice Lessona   | S.C. Paracchi | a 1'28"   |

## Classifiche finali

### Classifica generale
| Pos. | Corridore          | Squadra       | Tempo     |
| ---- | ------------------ | ------------- | --------- |
| 1    | Giuseppe Martano   | G.S. Spa      | 21h43'02" |
| 2    | Giuseppe Olmo      | U.S. Milanese | a 1'19"   |
| 3    | Felice Lessona     | S.C. Paracchi | a 1'28"   |
| 4    | Ettore Balma Mion  | La Sportiva   | a 2'47"   |
| 5    | Giovanni Cazzulani | U.S. Milanese | a 3'17"   |
| 6    | Fritz Saladin      | -             | a 3'32"   |
| 7    | Michele Piretta    | Dopol. Fiat   | a 5'58"   |
| 8    | Carlo Oria         | S.C. Vigor    | a 6'24"   |
| 9    | Ambrogio Perego    | S.C. Paracchi | s.t.      |
| 10   | Secondo Magni      | U.S. Borgo B. | a 6'39"   |